# Ибаны
Иба́ны (морские даяки) — народ группы даяков в Восточной Малайзии, Индонезии и Брунее. Общая численность даяков 3,7 млн человек. Расселены по долинам рек во внутренних областях острова, небольшая часть заселяет береговые районы штата Саравак (Малайзия) и устья рек Кахаян и Капуас. Включают более 400 мелких и крупных этнических общностей. Численность народа ибаны — около 550 тыс. человек. Вероисповедание: христианство, сохраняются традиционные верования.

## Язык
Ибанский (морских даяков язык) — один из австронезийских языков, входит в малайско-даякскую группу западнозондской зоны. Распространён в Малайзии в штате Саравак. Число говорящих — около 430 тысяч человек. Преобладают аналитические способы выражения грамматического значения. Письменность на латинской графической основе. Хотя ибанский язык не имеет никакого официального статуса, на нём издан ряд книг, ведётся радиовещание; с 1945 года преподаётся как предмет в начальной школе.

## Род занятий
Основа традиционного хозяйства — подсечно-огневое ручное суходольное рисосеяние (в том числе на экспорт в обмен на сакральные ценности в виде старинного фарфора, браслетов). Развито речное рыболовство, а также кузнечное, ткацкое ремёсла, обработка дерева, в том числе строительство лодок и кораблей.

## Жилища
Традиционное поселение — свайный длинный дом (до 300 м), разделённый на открытую общую веранду и однокамерные помещения. Стены и крыши из пальмовых листьев. Дом населяли свыше 10 больших семей из трёх поколений (билек). Несколько родственных билек в длинных домах создавали эндогамные общности, внутри которых запрещалась война и охота за головами. Филиация билатеральная, брак билокальный. 

## Одежда
Традиционная одежда: корсеты из ротанга у женщин, набедренная повязка у мужчин. Но она постепенно вытесняется европейской и малайской одеждой; и мужчины и женщины носят украшения — браслеты и др.

## Пища
В основе традиционной пищи — рис, рыба.

## Культура
Развита мифология; возглавляет пантеон небесный демиург Сенгаланг Буронг, персонификация которого — птица-носорог. Распространены культ риса, шаманизм, гадания по полёту птиц, до середины XX века — охота за головами и человеческие жертвоприношения.